# 孙村街道
孙村街道，是中华人民共和国山東省济南市历城区下辖的一个乡镇级行政单位，现由济南高新区代管。

## 行政区划
孙村街道下辖以下地区：
孙村、升官庄村、新村、左家洼村、辛庄村、谢家村、方家村、李家村、杨家村、卢家寨村、许家庄村、侯家庄村、高二村、西顿邱一村、西顿邱二村、西顿邱三村、东沙沟村、西沙沟村、东顿邱村、南顿邱村、西小龙堂村、东小龙堂村、武家村、流海庄村和田家村。